# Edward Skrzypczak
Edward Jacek Skrzypczak (ur. 13 października 1936 w Poznaniu, zm. 12 lutego 2023 tamże) – działacz partyjny w czasach PRL, I sekretarz Komitetu Wojewódzkiego PZPR w Poznaniu.
Syn Józefa i Jadwigi, członek PZPR od roku 1960, członek ZMP, słuchacz Wieczorowego Uniwersytetu Marksizmu-Leninizmu (1967–1968). Pracował w Zakładach Hipolita Cegielskiego w Poznaniu. Od 1 listopada 1980 do 25 czerwca 1981 I sekretarz Komitetu Zakładowego PZPR w ZHC, a potem – Komitetu Wojewódzkiego PZPR w tym mieście. We wrześniu 1981 został członkiem Komisji KC PZPR powołanej dla wyjaśnienia przyczyn i przebiegu konfliktów społecznych w dziejach Polski Ludowej.
Uznawany za zwolennika liberalnej linii w PZPR, po wprowadzeniu w Polsce stanu wojennego w 1981, w czerwcu (lub październiku) 1982 odwołany – jako jeden z dwóch I sekretarzy Komitetów Wojewódzkich PZPR w Polsce, obok Tadeusza Fiszbacha w Gdańsku – ze stanowiska w Komitecie Wojewódzkim. Pretekstem miała być sprawa korupcyjna, w którą zamieszany był rzekomo ówczesny poznański komendant wojewódzki Milicji Obywatelskiej Henryk Zaszkiewicz, a którą wykrył Skrzypczak. Sprawę komendanta wyciszono, a Skrzypczaka odwołano z KW i wysłano do Nigerii, gdzie przez kilka lat pracował jako inżynier w spółce polsko-nigeryjskiej. Następne kilkanaście lat przepracował także za granicą, w prywatnej firmie wytwarzającej piankę poliuretanową, a do Polski wrócił w 2003. Pracę znalazł w firmie budowlanej w Starogardzie Gdańskim,
W 2005 miał kandydować (w okręgu 38 w Poznaniu) do Senatu z listy SLD, ale w ostatniej chwili został z listy kandydatów wykreślony; wiosną 2007 założył Obywatelski Ruch Obrony gen. Jaruzelskiego „Przeciw Bezprawiu”.